# Casinos
Casinos és un municipi del País Valencià situat a la comarca del Camp de Túria.

## Geografia
El municipi limita amb Llíria i el Villar, a la comarca del Camp de Túria i els Serrans respectivament. Està situat a l'extrem nord-oest del pla de Llíria, en la zona de transició de la Serrania del Túria. Casinos és l'últim poble de la comarca del Camp de Túria on es parla valencià.
La superfície del terme és gairebé plana (41,48 km²); pels sectors oest i sud s'eleven alguns altells que no arriben a sobrepassar els 600 m d'altitud. La rambla d'Artaix creua el terme de nord a sud, pel sector est del terme, circulant a més per les rambles del Roig i dels Frares, i el barranc de la Llobera.
Des de València s'accedix a Casinos a través de la CV-35, per l'eixida 37. Des de maig de 2007, hi ha una via de circumval·lació amb dues eixides pròximes a la població: "Casinos est", que entra al poble per la carretera de sempre, i "Casinos oest" que porta a l'accés a Pedralba i la futura entrada al Polígon Industrial.

## Història
Casinos naix com a poble a mitjan segle xviii, fins aleshores no era més que un grup de masies disseminades per la zona coneguda com a Camp de Llíria. La causa del sorgiment d'un nucli urbà fou el descobriment per part del rector de Llíria, Joan Murgui, d'un brollador d'aigua i la consegüent construcció d'un pou. Va obtenir parròquia independent el 1788. El poble, en un principi, no tenia terme municipal però, ja en el segle xix, la desamortització de Mendizàbal (1790-1853) va afectar diverses finques rústiques pertanyents al clericat la qual cosa va encetar una renovació agrícola que va estimular l'augment demogràfic dels pobles de la comarca. El 1841 es va constituir com a municipi independent de Llíria. Durant la Guerra Civil (1936-1939) s'hi establiren diverses col·lectivitats de la CNT.

## Demografia
| 1990  | 1992  | 1994  | 1996  | 1998  | 2000  | 2002  | 2004  | 2005  | 2007  | 2012  | 2016  |
| ----- | ----- | ----- | ----- | ----- | ----- | ----- | ----- | ----- | ----- | ----- | ----- |
| 2.263 | 2.280 | 2.416 | 2.292 | 2.316 | 2.395 | 2.352 | 2.382 | 2.408 | 2.560 | 2.864 | 2.783 |

## Economia
Anteriorment, la totalitat dels cultius eren de secà, amb predomini de la vinya, seguida en importància per l'ametler, la garrofera, l'olivera i els cereals. Hui en dia el regadiu s'ha modernitzat i amb això s'han implantat nous cultius com ara la taronja i la mandarina, a més de conrear productes d'horta baixa i seguir amb el cultiu d'ametlers, garroferes i oliveres. És tradicional la fabricació de confits i torrons, com ara les famoses peladilles de Casinos, que són gallons d'ametla coberts amb una capa endurida de sucre.

## Política i govern

### Composició de la Corporació Municipal
El Ple de l'Ajuntament està format per 11 regidors. En les eleccions municipals de 26 de maig de 2019 foren elegits 7 regidors de Compromís per Casinos (Compromís) i 4 del Partit Popular (PP).
| Eleccions municipals de 26 de maig de 2019 - Casinos                                                                                      |                                     |                                     |                                     |        |          |          |
| Candidatura | Candidatura                         | Candidatura                         | Cap de llista                       | Vots   | Vots     | Regidors |
| | Compromís per Casinos               |                                     | Miguel Navarré Sancho               | 922    | 55,58%   | 7 (+2)   |
| | Partit Popular                      |                                     | María José Just Cabezuelo           | 594    | 35,80%   | 4 (-1)   |
| | Altres candidatures                 |                                     |                                     | 114    | 6,87%    | 0 ( -1)  |
| | Vots en blanc                       |                                     |                                     | 29     | 1,75%    |          |
| Total vots vàlids i regidors | Total vots vàlids i regidors        | Total vots vàlids i regidors        | Total vots vàlids i regidors        | 1.659  | 100 %    | 11       |
| | Vots nuls                           | Vots nuls                           | Vots nuls                           | 26     | 1,54     |          |
| Participació (vots vàlids més nuls) | Participació (vots vàlids més nuls) | Participació (vots vàlids més nuls) | Participació (vots vàlids més nuls) | 1.685  | 76,42%** |          |
| Abstenció | Abstenció                           | Abstenció                           | Abstenció                           | 520*   | 23,58%** |          |
| Total cens electoral | Total cens electoral                | Total cens electoral                | Total cens electoral                | 2.205* | 100 %**  |          |
| Alcalde: Miguel Navarré Sancho (Compromís) (15/06/2019) Per majoria absoluta dels vots dels regidors (6 de Compromís)                     |                                     |                                     |                                     |        |          |          |
| Fonts: JEC, JEZ Llíria, Ministeri de l'Interior, Periòdic Ara. (* No són vots sinó electors. ** Percentatge respecte del cens electoral.) |                                     |                                     |                                     |        |          |          |

### Alcaldes
Des de 2007 l'alcalde de Casinos és José Miguel Espinosa García (PP).
| Període     | Alcalde o alcaldessa                          | Partit polític             | Data de possessió                        | Observacions |
| ----------- | --------------------------------------------- | -------------------------- | ---------------------------------------- | ------------ |
| 1979–1983   | Salvador Espinosa Muñoz                       | PSPV-PSOE                  | 19/04/1979                               | --           |
| 1983–1987   | Joaquin Espinosa Sancho                       | PSPV-PSOE                  | 28/05/1983                               | --           |
| 1987–1991   | Joaquin Espinosa Sancho                       | PSPV-PSOE                  | 30/06/1987                               | --           |
| 1991–1995   | Joaquin Espinosa Sancho                       | PSPV-PSOE                  | 15/06/1991                               | --           |
| 1995–1999   | José Murgui Marz José Salvador Murgui Soriano | PSPV-PSOE PP+2 trànsfugues | 17/06/1995 (moció de censura) 06/11/1996 | --           |
| 1999–2003   | José Salvador Murgui Soriano                  | PP                         | 03/07/1999                               | --           |
| 2003–2007   | José Salvador Murgui Soriano                  | PP                         | 14/06/2003                               | --           |
| 2007–2011   | José Miguel Espinosa Garcia                   | PP                         | 16/06/2007                               | --           |
| 2011–2015   | José Miguel Espinosa Garcia                   | PP                         | 11/06/2011                               | --           |
| 2015–2019   | José Miguel Espinosa Garcia                   | PP                         | 13/06/2015                               | --           |
| 2019-2023   | Miguel Navarre Sancho                         | Compromís                  | 15/06/2019                               | --           |
| Des de 2023 | n/d                                           | n/d                        | 17/06/2023                               | --           |

## Monuments i patrimoni

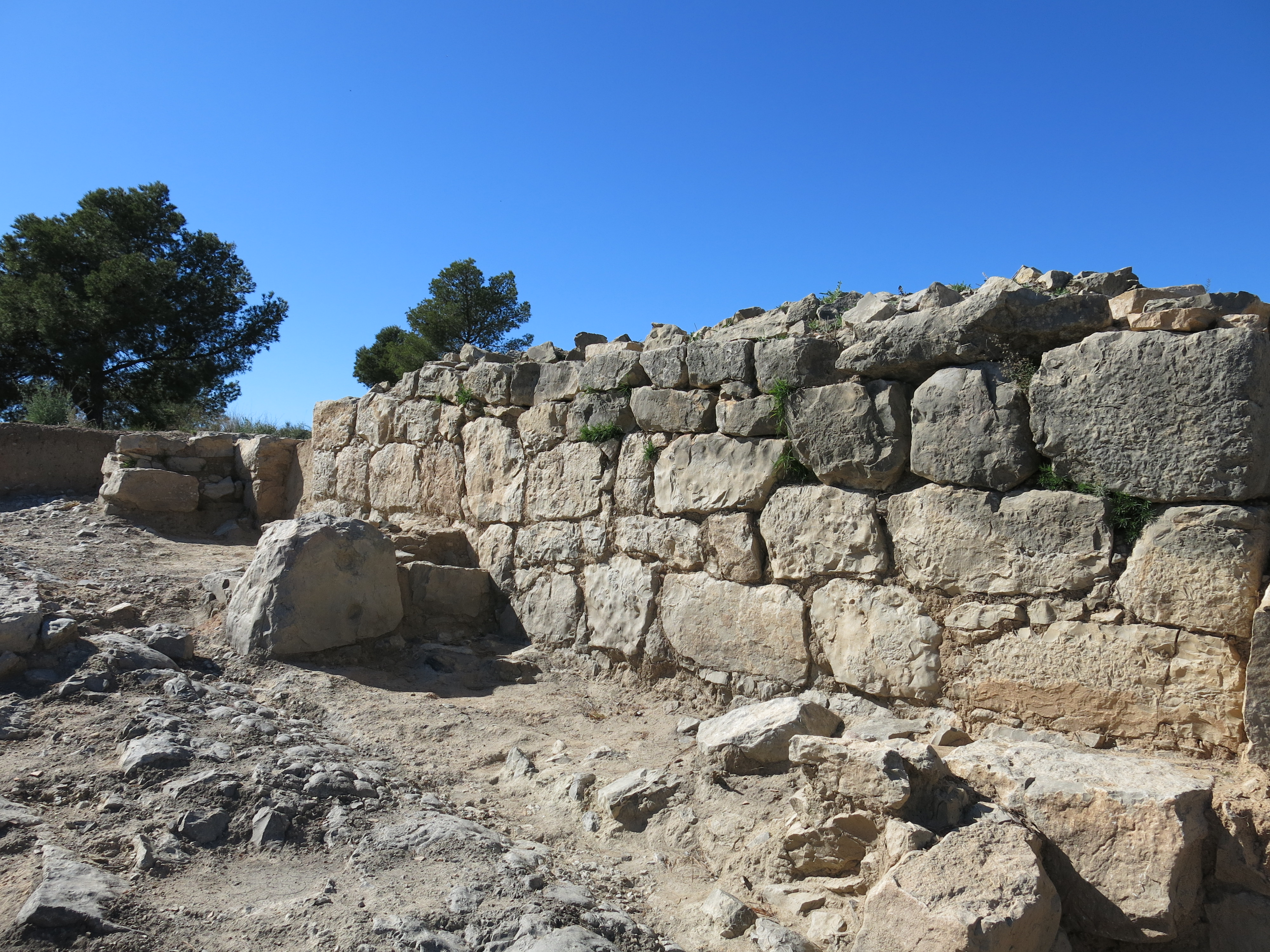
Muralla d'accés al jaciment d'El Castellar, Casinos.

- Jaciment ibèric del Castellar. Declarat BIC. En procés d'estudi i excavació.
- Jaciment de Torre Seca. Declarat BIC i datat entre els segles IV i I AC. Fou explorat per Domingo Fletcher del SIP el 1932.

- Església de Santa Bàrbara. El Patró és el Santíssim Crist de la Pau. Ambdues imatges, la del Crist i la de la Santa, que es troben en l'altar major de l'Església, són obra de l'escultor valencià Antonio Sanjuan. El temple està construït sobre l'anterior de finals del segle xvii, i l'inici de les obres va anar en 1967 i es va beneir en 1993. Una de les millors joies de l'Església és el Sagrari, que és fruit de la restauració de l'anterior (1940) i que en 1993 en el taller dels Orfebres valencians Piró, ho van convertir en una obra d'art. Totes les imatges són posteriors a 1940, obra de Sanjuan (València), a excepció del Sagrat Cor de Jesús (segle xix) que va pertànyer als Frares de la Cartoixa de Portaceli, un quadre de la Verge del Rosari datat del S. XVIII, un naixement compost de La Verge, Sant Josep, un nen Jesús i un bou del segle xix, i les campanetes de la Sagristia del segle xviii.

- Ermita de Sant Roc aixecada entre 1885-1892.

## Festes i celebracions

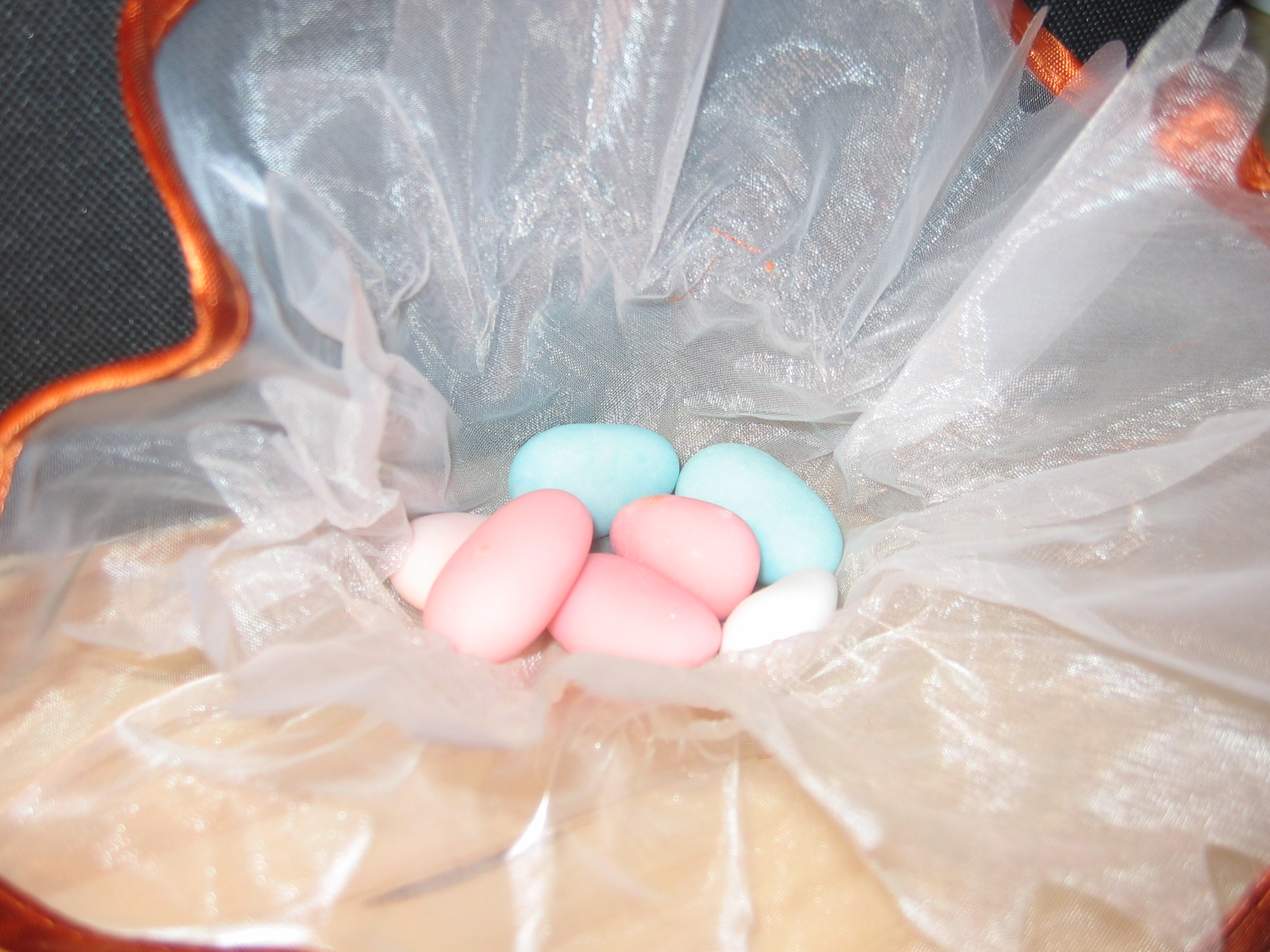
Peladelles de Casinos

- Festes patronals de Santa Bàrbara del 10 al 19 d'agost. S'hi fan bous al carrer, cavalcada, cercaviles, sopars i menjars populars. Totes les nits hi ha revetles populars i actes festius.

- De l'1 al 8 d'agost, l'Ajuntament organitza la Setmana Cultural, amb importants actuacions Musicals i altres activitats culturals i esportives.

- El darrer diumenge de juny es realitza un Romiatge al Santuari de la Cova Santa d'Altura.

- Fira del Dolç de Casinos. El darrer cap de setmana de novembre, els Mestres Artesans presentaran les seves famoses creacions: rollets d'anís, pa de Sant Blai, galetes de cacau, crestes, coques d'oli i sal, i per descomptat els torrons i confits artesans que s'elaboren a la manera antiga, utilitzant ingredients totalment mediterranis, naturals i de primera qualitat.